# こうちゃんの簡単HAPPYレシピ
こうちゃんの簡単HAPPYレシピ（ - かんたんハッピー - ）は、BS日テレで2008年10月11日から2009年3月28日に毎週土曜日18:30〜18:54（以降の時間表記はすべてJST）、2009年4月4日から2010年3月27日は毎週土曜日17:30～17:54に放送されていた料理番組。こうちゃんの簡単HAPPYキッチンの第2弾として放送されていた。BS日テレでは2009年10月4日まで毎週日曜日17:00〜17:24に再放送されていた。スポンサーは、森永乳業など。森永乳業がスポンサーのため、森永乳業のチーズを使った料理を中心に紹介していた。
2010年3月27日の放送をもって番組は終了した。

## 出演者
- 相田幸二（愛称「こうちゃん」）
- 来栖あつこ

## ネット局
日本テレビ系列に限らず、番組販売されて他系列局で放送している例がある。また、地上アナログ放送ではレターボックス形式で放送される。番組販売である為、森永乳業の商品にはぼかし処理が掛けられる事がある。
- 青森放送（日本テレビ系列） - 毎週火曜日9:55～10:20
  - 2009年1月20日放送開始、同年4月途中打ち切り。前番組に引き続き放送。
- 東北放送（TBS系列） - 毎週日曜日6:15～6:40
※宮城県内の日本テレビ系列局はミヤギテレビ。
- 秋田放送（日本テレビ系列）- 毎週火曜日15:55～16:20
  - 毎週月曜日15:55～16:20の2009年4月6日-10月5日までの間放送されていたが、休止の後2010年1月19日より当時間で再開。
- テレビ金沢（日本テレビ系列） - 不定期放送
- 広島ホームテレビ（テレビ朝日系列） - 不定期放送（主に土曜午後等）
※広島県内の日本テレビ系列局は広島テレビ。
- 南日本放送（TBS系列） - 毎週木曜日14：00～14：25
※鹿児島県内の日本テレビ系列局は鹿児島読売テレビ。
- 福岡放送（日本テレビ系列） 　-　毎週土曜日5：30～5：59
  - 2009年11月21日放送開始(2010年1月からは、第1週以外の放送)

## 過去のネット局
- くまもと県民テレビ（日本テレビ系列） 
※毎週土曜日11:35～12:00に放送されていたが、2009年3月28日放送をもって、KKTでの本番組の放送は終了した。